# فيزلوخ
فيزلوخ (بالألمانية: Wiesloch) هي Grosse Kreisstadt، مدينة وبلدة ألمانية تقع في منطقة راين نيكار ‏ في ألمانيا. يقدر عدد سكانها بـ 25,938 نسمة .

## المدن التوأمة
مدن ورود فونتيناي أوكس، Ząbkowice Śląskie وAmarante Municipality هي مدن توأمة لفيزلوخ.

## أعلام
- فيرنر زان
- ألفرد مولر
- يوهان فيليب برونر
- هينريتش زيمارمان
- رودلف وايلد